# Tadzjikistans administrativa indelning
Tadzjikistan är indelat i fyra administrativa enheter, varav två provinser (vilojat, jämför turkiskans vilayet), en autonom provins (vilojati muchtori) och en region. De administrativa enheterna är i sin tur är uppdelade i distrikt.

## Provinser

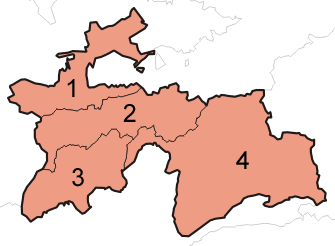
Tadzjikistans fyra administrativa enheter

| Indelning        | Huvudstad    | Area (km2) | Inv. (2008) | Nr |
| ---------------- | ------------ | ---------- | ----------- | -- |
| Sughd            | Chudzjand    | 25,400     | 2,132,100   | 1  |
| Karotegin        | Dusjanbe     | 28,600     | 1,606,900   | 2  |
| Chatlon          | Qurghonteppa | 24,800     | 2,579,300   | 3  |
| Gorno-Badachsjan | Chorug       | 64,200     | 218,000     | 4  |

## Distrikt

### Sughd
- Aini distrikt
- Asht distrikt
- Ghafurov distrikt
- Ghonchi distrikt
- Zafarobod distrikt
- Istarawshan distrikt
- Isfara distrikt
- Konibodom distrikt
- Kuhistoni Mastchoh distrikt
- Qairoqqum distrikt
- Mastchoh distrikt
- Nov distrikt
- Panjakent distrikt
- Jabbor Rasulov distrikt
- Chkalov distrikt
- Shahriston distrikt

### Chatlon
- Baljuvon distrikt
- Beshkent distrikt
- Bokhtar distrikt
- Vakhsh distrikt
- Vose' distrikt
- Ghozimalik distrikt
- Danghara distrikt
- Yovon distrikt
- Kolkhozobod distrikt
- Kulob distrikt
- Qabodiyon distrikt
- Qizil-Mazor distrikt
- Qumsangir distrikt
- Muminobod distrikt
- Norak distrikt
- Panj distrikt
- Sarband distrikt
- Farkhor distrikt
- Khovaling distrikt
- Hojamaston distrikt
- Chubek distrikt
- Jilikul distrikt
- Shahrtuz distrikt
- Shuro-obod distrikt

### Karotegin
- Varzob distrikt
- Darband distrikt
- Gharm distrikt
- Kofarnihon distrikt
- Regar distrikt
- Roghun distrikt
- Rudaki distrikt
- Tavildara distrikt
- Tojikobod distrikt
- Faizobod distrikt
- Hisor distrikt
- Jirgatol distrikt
- Shahrinaw distrikt

### Gorno-Badakhshan
- Vanj distrikt
- Darvoz distrikt
- Ishkoshim distrikt
- Murghob distrikt
- Roshtqal'a distrikt
- Rushon distrikt
- Shughnon distrikt